# Classe Inhaúma
La classe Inhaúma è una classe di corvette della Marina brasiliana. La classe è composta da quattro navi costruite in Brasile presso l'Arsenal de Marinha do Rio de Janeiro (AMRJ) e il cantiere Verolme, su progetto della società tedesca Marine Technik. Originariamente era previsto di costruire da 12 a 16 corvette, ma a causa della situazione economica del Paese furono portate a termine solo cinque unità entrate in servizio tra il 1989 e il 1994. I miglioramenti del design hanno portato alla classe Barroso.

## Unità
| Classe Inhaúma      |                  |                  |                  |                                       |                                                       |
| Distintivo ottico   | Nome             | Varo             | In servizio      | Destino                               | Intitolazione                                         |
| V30                 | Inhaúma          | 13 dicembre 1986 | 12 dicembre 1989 | Messa in disarmo il 25 novembre 2016  | Ammiraglio Joaquim José Inácio visconte di Inhaúma    |
| V31                 | Jaceguai         | 8 giugno 1987    | 2 aprile 1991    | Messa in disarmo il 18 settembre 2019 | Ammiraglio Arthur Silveira da Mota barone di Jaceguai |
| V32                 | Júlio de Noronha | 15 dicembre 1989 | 7 ottobre 1992   | In servizio                           | Ammiraglio Júlio César de Noronha (1845–1923)         |
| V33                 | Frontin          | 6 febbraio 1992  | 11 marzo 1994    | Messa in disarmo il 23 settembre 2015 | Ammiraglio Pedro Max Fernando de Frontin              |
| Sottoclasse Barroso |                  |                  |                  |                                       |                                                       |
| V34                 | Barroso          | 20 dicembre 2002 | 19 agosto 2008   | In servizio                           | Francisco Manuel Barroso (1804–1882)                  |